# Wanderley Monteiro
Wanderley Caldeira Monteiro (Manaus, 14 de outubro de 1992) é um político brasileiro filiado ao Avante. Atualmente, cumpre seu primeiro mandato como vereador do município de Manaus. Em 2022, Wanderley foi eleito deputado estadual do Amazonas.

## Trejetória política
Nas eleições de 2016, Wanderley candidatou-se ao cargo de vereador do município de Manaus pelo Partido Popular Socialista (PPS). Com 100% das urnas eletrônicas apuradas, ele recebeu 2.784 votos ou 0,27% dos votos válidos, sendo não eleito.
Em 2018, foi candidato ao cargo de deputado estadual pelo Partido Verde (PV). Ele recebeu 7.833 votos, sendo novamente não eleito.
Em 15 de novembro de 2020, foi eleito vereador de Manaus pelo Avante. Com as urnas totalizadas, ele recebeu 5.106 votos ou 0,51% dos votos válidos, sendo o 19º candidato com maior número de votos da capital.
Em 2 de outubro de 2022, Wanderley (Avante) foi eleito deputado estadual do Amazonas. Após o pleito, recebeu 17.787 votos.

### Desempenho em eleições
| Ano  | Eleição              | Partido | Candidato a       | Votos  | %    | Resultado     | Observações         | Ref.  |
| ---- | -------------------- | ------- | ----------------- | ------ | ---- | ------------- | ------------------- | ----- |
| 2016 | Municipal de Manaus  | PPS     | Vereador          | 2.784  | 0,27 | Não eleito    | Ficou em 89º lugar  | [ 2 ] |
| 2018 | Estadual no Amazonas | PV      | Deputado estadual | 7.833  | 0,44 | Não eleito    | Ficou em 66º lugar  | [ 3 ] |
| 2020 | Municipal de Manaus  | Avante  | Vereador          | 5.106  | 0,51 | Eleito eleito | Ficou em 19º lugar  | [ 4 ] |
| 2022 | Estadual no Amazonas | Avante  | Deputado estadual | 17.787 | 0,90 | Eleito        | Eleito em 36º lugar | [ 6 ] |